# Panthera palaeosinensis
A Panthera palaeosinensis a macskafélék családjának egy kihalt faja. A kora pleisztocénban élt, maradványait Észak-Kínában találták meg. A fajt Otto Zdansky osztrák paleontológus írta le 1924-ben. Néha helytelenül a „tigris őse”-ként hivatkoznak rá, a helyes megközelítés azonban az, hogy  a Panthera nem közös őse, vagyis a többi fajé is (oroszlán, leopárd, jaguár). Közel áll a nem legrégebbi őséhez.